# Leah Kirchmann
Leah Kirchmann (ur. 30 czerwca 1990 w Winnipeg) – kanadyjska kolarka szosowa.

## Najważniejsze osiągnięcia
2010
- 1. miejsce w mistrzostwach Kanady U-23 (start wspólny)

2011
- 1. miejsce w Tour of Elk Grove
- 1. miejsce w Crystal Cup

2012
- 1. miejsce w klasyfikacji młodzieżowej Tour Cycliste Féminin International de l'Ardèche
- 1. miejsce w klasyfikacji sprinterskiej Energiewacht Tour

2013
- 2. miejsce w mistrzostwach Kanady (start wspólny)

2014
- 1. miejsce w mistrzostwach Kanady U-23 (jazda ind. na czas)
- 1. miejsce w mistrzostwach Kanady (start wspólny)
- 2. miejsce w Chrono Gatineau
- 3. miejsce w La Course by Le Tour de France
- 3. miejsce w Redlands Bicycle Classic
  - 1. miejsce w klasyfikacji punktowej
  - 1. miejsce na 3. etapie

2015
- 2. miejsce w Tour of California
  - 1. miejsce w klasyfikacji punktowej
  - 1. miejsce na 2. etapie
- 3. miejsce w mistrzostwach Kanady U-23 (jazda ind. na czas)

2016
- 1. miejsce w Drentse Acht van Westerveld
- 2. miejsce w Omloop van het Hageland
- 3. miejsce w Tour of Chongming Island

2017
- 3. miejsce w Open de Suède Vårgårda
- 1. miejsce w mistrzostwach świata (jazda drużynowa na czas)

## Rankingi
| Rok            | 2010 | 2011 | 2012 | 2013 | 2014 | 2015 | 2016 | 2017 | 2018 | 2019 | 2020 | 2021 | 2022 | 2023  |
| -------------- | ---- | ---- | ---- | ---- | ---- | ---- | ---- | ---- | ---- | ---- | ---- | ---- | ---- | ----- |
| Ranking UCI    | 147. | 95.  | 56.  | 124. | 32.  | 31.  | 8.   | 24.  | 31.  | 18.  | 23.  | 60.  | 827. | 1091. |
| UCI World Tour |      |      |      |      |      |      | 2.   | 22.  | 24.  | 18.  | 18.  | 66.  | 229. | -     |
|                |      |      |      |      |      |      |      |      |      |      |      |      |      |       |
| Źródło: UCI    |      |      |      |      |      |      |      |      |      |      |      |      |      |       |